# Bouclé

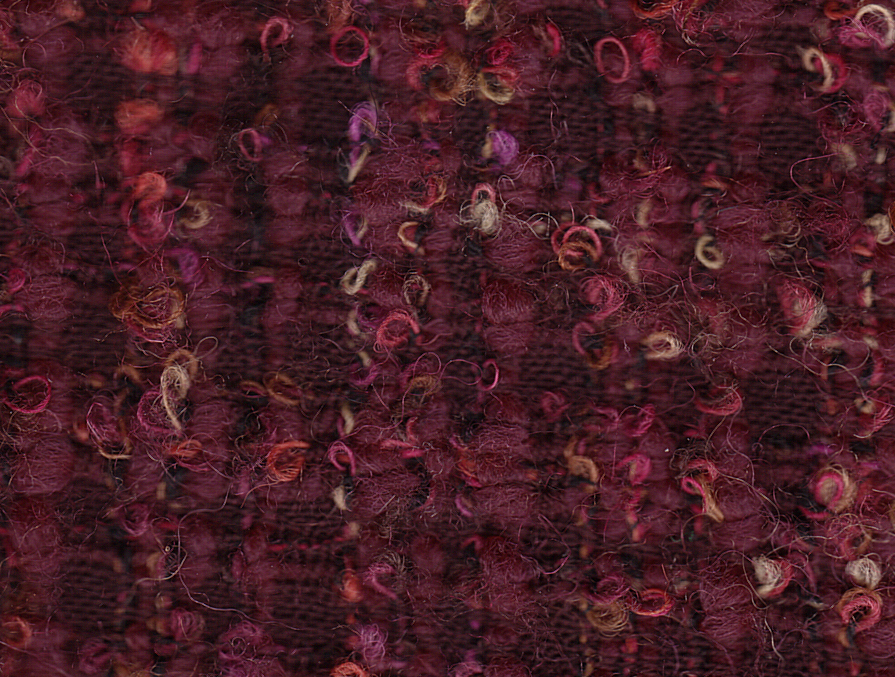
tkanina Bouclé

Bouclé (fr. kręcony, kędzierzawy; pętelka)
- przędza pętelkowa, ozdobnie skręcona przędza z pętelkami lub węzełkami[1]
- teksturowana tkanina z takiej przędzy, lub ze wstawkami z takiej przędzy